# Song Jian
Song Jian (en chino, 宋健; Wade-Giles, Sung Chien; nacido el 29 de diciembre de 1931) es un ingeniero aeroespacial, demógrafo y político chino. Fue el diseñador principal adjunto del misil balístico lanzado desde submarinos (JL-1) y uno de los científicos más destacados del país en la era posterior a la Revolución Cultural. Tras una década de restricciones de dos hijos en la década de 1970, y después del anuncio del gobierno chino en 1979 para promover un hijo por familia, se convirtió en un destacado defensor de la rápida implementación y amplia cobertura de la política de un solo hijo de China. Ocupó altos cargos políticos, incluyendo Viceministro de la Industria Aeroespacial, Director de la Comisión Estatal de Ciencia y Tecnología (1985–1998), consejero de nivel vice primer ministro (Consejero de Estado) (1986–1998), Presidente de la Academia China de Ingeniería, Vicepresidente de la Conferencia Consultiva Política del Pueblo Chino, y miembro del Comité Central del Partido Comunista de China.

## Primeros años y educación
Song Jian nació el 29 de diciembre de 1931 en Rongcheng, Shandong. En 1946, se alistó en el Ejército de la Ruta Octava del Partido Comunista Chino durante la guerra civil china a la edad de 14 años.
Tras el establecimiento de la República Popular China en 1949, estudió en el Instituto de Tecnología de Harbin y en la Universidad de Lenguas Extranjeras de Pekín, antes de ser enviado a la Unión Soviética en 1953 por recomendación de Liu Shaoqi, Vicepresidente de China. Descrito como un estudiante "brillante", estudió cibernética y ciencia militar bajo el teórico Alexander Feldbaum. Obtuvo un título de doctorado asociado en Universidad Estatal de Moscú y un doctorado en la Universidad Técnica Estatal Bauman de Moscú. Publicó siete artículos en ruso sobre teoría del control, que recibieron elogios de científicos soviéticos y estadounidenses.

## Carrera
Tras la ruptura sino-soviética en 1960, Song regresó a China y se encargó de los sistemas de control en la Quinta Academia (más tarde conocida como el Séptimo Ministerio de Construcción de Maquinaria o Ministerio de Misiles) del Ministerio de Defensa Nacional de la República Popular China. Fue uno de los principales expertos de China en sistemas de guía de misiles. Qian Xuesen, el "padre de los programas espaciales y de defensa de misiles de China", elogió mucho la capacidad de Song y declaró que Song era el principal teórico del control de China, superando al propio Qian. Qian eligió personalmente a Song para coautor de la edición revisada de su Cibernética de Ingeniería, considerada una biblia de la ciencia militar china.
Al comienzo de la Revolución Cultural, el hogar de Song fue saqueado por los Guardias Rojos antes de que el primer ministro Zhou Enlai lo incluyera en la lista de los 50 científicos más importantes considerados indispensables para la defensa nacional y le brindara protección especial. Song fue enviado al Centro de Lanzamiento de Satélites de Jiuquan en el desierto, donde pudo centrarse en sus estudios e investigaciones, antes de regresar a Pekín en 1969. Su trabajo sobre misiles antibalísticos llamó la atención de Zhou.
A fines de la década de 1970, Song aplicó su experiencia en cibernética al problema del control de la población y se convirtió en un defensor de la llamada política de un solo hijo de China. Al mismo tiempo, continuó trabajando en los programas de misiles y aeroespaciales y ascendió rápidamente en la jerarquía política. Fue nombrado diseñador principal adjunto del JL-1, el misil balístico lanzado desde submarinos de China en febrero de 1980 (bajo Huang Weilu), y Viceministro de la Industria Aeroespacial en 1982. En 1985 se convirtió en Director de la poderosa Comisión Estatal de Ciencia y Tecnología, y al año siguiente también se convirtió en Consejero de Estado, un cargo de nivel vice primer ministro. Ocupó ambos cargos hasta 1998, cuando fue nombrado Presidente de la Academia China de Ingeniería y Vicepresidente de la Conferencia Consultiva Política del Pueblo Chino (CPPCC).
Song fue miembro alternativo del 12.º Comité Central del Partido Comunista Chino, y miembro pleno de los 13.º, 14.º, y 15.º comités centrales.

## Política del hijo único
Después del fin de la Revolución Cultural, el primer ministro Zhou Enlai anunció en 1970 un plan quinquenal que establecía objetivos de crecimiento poblacional a la luz de las preocupaciones maltusianas de que una población en rápido crecimiento desviaría el desarrollo económico de China. Ese programa evolucionó hacia una política de dos hijos para el resto de la década de 1970. Posteriormente, el nuevo líder de China Deng Xiaoping continuó este programa, reduciendo el gasto militar e instando a los científicos a enfocar su energía en resolver los urgentes problemas económicos del país, incluida la pobreza generalizada. En 1978, cuando China hizo su anuncio inicial para ajustar las restricciones a un hijo por familia, Song asistió al Séptimo Congreso Mundial de la Federación Internacional de Control Automático en Helsinki, Finlandia, donde se encontró con la teoría de control de la población basada en cibernética asociada con el Club de Roma. Vio la teoría como un enfoque preciso y científico del problema del control de la población, que parecía superior a las perspectivas marxistas que habían predominado en China durante mucho tiempo.
Basado en supuestos sobre tendencias futuras, Song y su grupo realizaron cálculos que determinaron que la población "ideal" para China en los próximos 100 años sería de 650 a 700 millones, aproximadamente dos tercios de su población de 1 billón en ese momento. Para lograr esta población ambientalmente sostenible a largo plazo, mostró que la trayectoria "óptima" era reducir la fertilidad rápidamente a un hijo por pareja para 1985 y mantener ese nivel durante 20 a 40 años, y luego aumentarla lentamente al nivel de reemplazo (2,1 hijos por mujer).
Tras la decisión del gobierno central chino de promover las familias con un solo hijo en 1979, Song y sus asociados entraron en escena, apoyando y promoviendo activamente el ideal de un solo hijo a través de discusiones en conferencias en 1980 en Chengdu. Presentaron su trabajo a los miembros de la Academia China de Ciencias, y a través de los principales científicos del país, atrajeron la atención y ganaron el apoyo de los líderes principales de China para una rápida implementación y cobertura amplia de los límites de un solo hijo. El trabajo de Song fue respaldado por los Vice Primer Ministros Chen Muhua y Wang Zhen, quienes lo recomendaron a Chen Yun, el segundo funcionario más influyente después de Deng Xiaoping. Impactados por las proyecciones de población de Song, las más altas de las cuales proyectaban que la población de China alcanzaría los 4 mil millones para 2080 si las mujeres continuaban teniendo tres hijos por mujer, los líderes chinos se convencieron de que la adopción rápida de una política de un solo hijo casi universal era la única opción del país si quería cumplir con los objetivos de población de Song. Aunque algunos líderes, incluidos Zhao Ziyang y Hu Yaobang, expresaron dudas sobre su viabilidad, en una reunión secreta de alto nivel convocada en abril de 1980, Song logró convencer a muchos responsables de políticas para que aceptaran su recomendación de límites universales de un solo hijo. En septiembre, la tercera sesión del 5.º Congreso Nacional del Pueblo aprobó la política.
Aunque se acepta ampliamente que las proyecciones de población de Song influyeron en la velocidad y el alcance de la implementación de los límites de un solo hijo, varios académicos destacados han refutado la tesis de Greenhalgh de que Song "secuestró el proceso de toma de decisiones sobre la política de población" y que él debería ser considerado tanto el inventor como el arquitecto central de la política de un solo hijo, una tesis que a menudo se ha repetido sin mucha reflexión crítica. Liang Zhongtang, quien participó en las discusiones críticas de políticas en Chengdu en 1980 y surgió como el principal crítico interno de los límites de un solo hijo, confirma que Greenhalgh puso demasiado énfasis en Song y su grupo. Wang et al. están de acuerdo, concluyendo que "la idea de la política de un solo hijo provino de los líderes dentro del Partido, no de los científicos que ofrecieron pruebas para respaldarla". Goodkind sugiere que Song y sus colegas eran "más bien testigos expertos para un gobierno ya decidido a aplicar restricciones de un solo hijo, aprovechando la oportunidad para convertirse en actores en una vasta y en expansión burocracia gubernamental" De hecho, al enterarse del trabajo de Song en febrero de 1980, la correspondencia de Wang Zhen, Chen Muhua y otros altos funcionarios sugiere que ya estaban altamente simpatizantes con la posición de Song.
También es importante señalar que los límites universales de un solo hijo defendidos por Song duraron solo cinco años. A mediados de la década de 1980, China comenzó a permitir exenciones para los padres rurales cuyo primer hijo era una hija (una exención permitida debido a la impopularidad de la regla universal de un solo hijo), lo que, junto con otras exenciones, resultó en una política de "1.5 hijos" que duró casi 30 años. Así, la política vigente desde mediados de la década de 1980 que comúnmente se ha denominado "la política de un solo hijo" era en realidad una política menos restrictiva, el tipo que China podría haber adoptado en 1980 incluso sin las proyecciones de población y los modelos cibernéticos de Song y sus colegas.

## Otros programas
Como director de la Comisión Estatal de Ciencia y Tecnología, Song estaba a cargo de las políticas de ciencia y tecnología de China. Supervisó el zh, que tiene como objetivo popularizar el conocimiento científico y la tecnología para beneficiar a la gente común, el zh, que alienta a los científicos a comercializar sus descubrimientos científicos, y el Programa 863, que tiene como objetivo estimular el desarrollo de la investigación de alta tecnología en China. También lanzó el Proyecto Cronología Xia-Shang-Zhou para determinar una cronología más precisa de las primeras dinastías en la historia china.

## Honores y premios
Song Jian es académico de la Academia China de Ciencias y de la Academia China de Ingeniería. Es miembro extranjero de la Academia Nacional de Ingeniería de Estados Unidos, la Academia de Ciencias de Rusia y la Academia Real Sueca de Ciencias de la Ingeniería. También es miembro de la Academia Euroasiática de Ciencias y de la Academia Internacional de Astronáutica.